# ایرانیان بریتانیا
ایرانیان بریتانیا یا ایرانی‌ها در پادشاهی متحد (به انگلیسی: Iranians in the United Kingdom) کسانی هستند که ملیتی ایرانی داشته و در کشور بریتانیا اسکان دارند، ایرانیانی که در این کشور اقامت گرفته یا اشخاصی که فرزندان یا فرزند زادگان ایرانیان بریتانیا می‌باشند نیز در این جامعه قرار می‌گیرند. بنا بر آمار سرشماری ۲۰۰۱ تعداد ۴۲٬۴۹۴ ایرانی متولد ایران در بریتانیا مقیم شده‌اند. در سرشماری سال ۲۰۱۱ این آمار به ۹۱٬۰۸۷ نفر رسید.

## تاریخچه

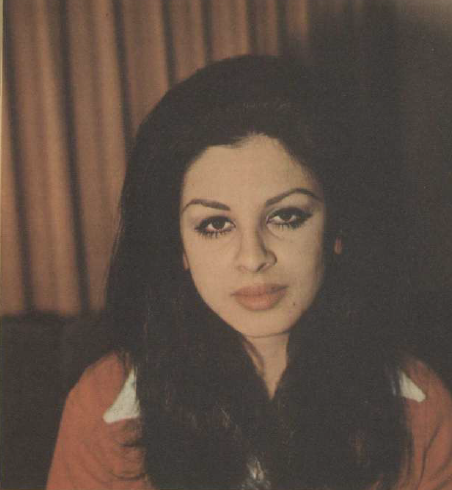
فخری نیکزاد گویندهٔ رادیو و تلویزیون، ‏مه ۱۹۷۱‏

اکثریت قریب به اتفاق ایرانیان بریتانیا، پس از انقلاب سال ۱۳۵۷ وارد این کشور شده‌اند. در خلال پنج سال پس از سال ۱۳۵۷ تعداد تقریباً ۸۰۰۰ ایرانی پناهجو وارد خاک بریتانیا شدند. آمار سال ۱۹۸۱ سنسوز بیانگر این مطلب است که تعداد ۲۸٬۶۱۷ نفر مهاجر زاده ایران (۱۸٬۱۳۲ مرد و ۱۰٬۴۸۵ زن) در بریتانیا به سر می‌برند. در آمار سال ۱۹۹۱ سنسوز، ایرانیان فاقد آمار تفکیک شده‌ای بودند. آمار ۲۰۰۱ سنسوز، تعداد ایرانیان متولد ایران را ۴۲٬۴۹۴ معرفی می‌کند. دفتر ملی آمار بریتانیا تعداد ایرانیان متولد ایران را در این کشور تا سال ۲۰۰۹، ۵۸۰۰۰ نفر پیش بینی می‌کند. سفارت ایران نیز در سال ۲۰۰۴، تعداد ایرانیان مقیم بریتانیا را ۷۵۰۰۰ نفر تخمین زد.
در نتایج سرشماری سال ۲۰۱۱ بریتانیا، تعداد ایرانیان ساکن انگلستان و ولز ۸۱۶۸۰ نفر بود. از این تعداد ۷۹۹۸۵ نفر در انگلستان زندگی می‌کردند و شمار ایرانیان ساکن لندن هم ۳۷۳۳۹ نفر بود.